# Wysoka Kamieńska
Wysoka Kamieńska [vɨˈsɔka kaˈmjɛɲska] (Wietstock của Đức)  là một ngôi làng thuộc khu hành chính của Gmina Golczewo, thuộc quận Kamień, West Pomeranian Voivodeship, ở phía tây bắc Ba Lan. Nó nằm khoảng 10 kilômét (6 mi)   phía tây Golczewo, 18 km (11 mi) phía nam Kamień Pomorski và 48 km (30 mi) phía bắc thủ đô khu vực Szczecin.
Trước năm 1945, khu vực này là một phần của Đức. Đối với lịch sử của khu vực, xem Lịch sử của Pomerania.
Làng có dân số 672 người.